# Ana Pauker

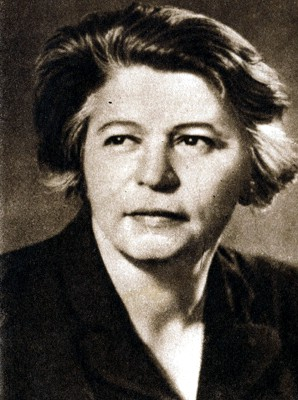
Ana Pauker

Ana Pauker (* 13. Dezember 1893 in Codăești, Kreis Vaslui, als Hannah Rabinsohn; † 3. Juni 1960 in Bukarest) war eine kommunistische Politikerin in Rumänien. Sie war von 1945 bis 1952 Mitglied des Politbüros und Sekretärin des Zentralkomitees der Rumänischen Kommunistischen Partei bzw. Rumänischen Arbeiterpartei. Von 1947 bis 1952 war sie als erste Frau der Welt Außenministerin.

## Leben

### Anfänge
Ana Pauker stammte aus einer mittellosen kinderreichen Familie. Ihre Eltern waren orthodoxe Juden, ihr Vater Hersh (Zvi) Rabinsohn war Schochet, ihre Mutter Sarah war eine einfache Verkäuferin. Das Paar hatte sechs Kinder, von denen vier das Erwachsenenalter erreichten. Die hebräische Sprache lernte Ana im Cheder. Während ihr jüngerer Bruder Zalman sich dem Zionismus widmete, nahm sie nach 1915 unter dem Einfluss eines Jugendfreundes den Weg des Sozialismus. 1915–1917 war sie in Bukarest Hebräischlehrerin an der Schule, wo sie die Sprache selbst erlernt hatte, und verdiente sich ein Zubrot mit Näharbeiten. Ab 1919 studierte sie ein Jahr Medizin in Genf. 
Bei einem Aufenthalt in Paris lernte sie den Kommunisten Marcel Pauker (1896–1938) kennen und heiratete ihn am 1. Juli 1921. Unter seinem Einfluss wandte sie sich dem Kommunismus zu, beide wurden zu Gründungsmitgliedern der Rumänischen Kommunistischen Partei (RKP). 1921 wurde ihre Tochter Tanja geboren, die nach sieben Monaten an Dysenterie starb. Marcel Pauker wurde 1938 im Rahmen der Stalinschen Säuberungen in Moskau hingerichtet.

### Karriere als Kommunistin bis 1944
1922 wurden Ana Pauker und ihr Mann wegen verbotener politischer Tätigkeit ein erstes Mal verhaftet, was sich in den Folgejahren noch mehrmals wiederholen sollte. Nach ihrer Freilassung bereisten sie die Schweiz und Frankreich. 1925 wurde Ana Pauker zu einer zehnjährigen Gefängnisstrafe verurteilt, konnte aber 1926 in die Sowjetunion entkommen. Im selben Jahr wurde ihr Sohn Vlad geboren, 1928 ihre Tochter Tatanja. 1928 zogen sie und ihr Mann nach Moskau um und belegten dort Kurse an der Internationalen Lenin-Schule. Im selben Jahr trennte sich das Paar, die zwei Kinder kamen in ein Kinderheim der MOPR. 1930 wurde Ana Pauker zur Leiterin der Komintern ernannt und zog unter dem Decknamen Maria nach Paris. 1932 bekam sie eine Tochter Maria, Vater war der slowakische Kommunist Eugen Fried. Die Tochter wuchs in Frankreich auf, hauptsächlich bei der ersten Frau des Kommunisten Maurice Thorez.
1934 wurde Pauker nach Rumänien geschickt, um dort als Generalsekretärin den Aufbau der Kommunistischen Partei voranzutreiben. Am 12. Juli 1935 wurde sie von der rumänischen Regierung aufgrund von Informationen der damaligen Geheimpolizei Siguranța zusammen mit Dimitar Ganew und Șmil Marcovici verhaftet. Im sogenannten Craiova-Prozess von Juni bis Juli 1936 wurde sie zu 10 Jahren Haft im Gefängnis in Râmnicu Sărat, 10 weiteren Jahren Verbot politischer Betätigung und einer Geldbuße von 100.000 Lei verurteilt. Nachdem die Sowjetunion 1940 Bessarabien und die Nordbukowina besetzt und dabei u. a. den nationalistischen Politiker Ion Codreanu festgenommen hatte, wurde Pauker im Juli 1941 im Rahmen eines Gefangenenaustausches freigelassen und zog nach Moskau.
Im Verlauf des Zweiten Weltkriegs leitete sie die „Gruppe Moskau“, einen Verband rumänischer Kommunisten in der Sowjetunion. Zudem produzierte sie für Radio Moskau in Zusammenarbeit mit Vasile Luca rumänische Rundfunksendungen. Von Oktober 1943 bis Juni 1944 half sie als politische Ausbilderin bei der Aufstellung einer aus rumänischen Emigranten und Kriegsgefangenen gebildeten 1. Rumänischen Freiwilligen-Infanterie-Division „Tudor Vladimirescu“, die schon an sowjetischer Seite kämpfte, bevor nach dem Umsturz vom 23. August 1944 auch die königliche rumänische Armee ihre Waffen gegen Nazi-Deutschland kehrte.

### An der Parteispitze und Außenministerin
Im Sommer 1944 kehrte sie mit der Roten Armee nach Rumänien zurück und beteiligte sich am Zustandekommen einer kommunistisch dominierten Koalitionsregierung unter Leitung von Petru Groza. Von der nationalen Konferenz der RKP im Oktober 1945 wurde sie ins Politbüro und – neben Vasile Luca – zur Sekretärin des Zentralkomitees der kommunistischen Partei gewählt, dem Gheorghe Gheorghiu-Dej als Generalsekretär vorstand. Nach dem Sturz des liberalen Außenministers und Vizepremiers Gheorghe Tătărescu im November 1947 übernahm Pauker dessen Posten und war somit die erste Außenministerin Rumäniens unter kommunistischer Herrschaft. 
Sie leitete zusammen mit Vasile Luca und Teohari Georgescu die sogenannte „Gruppe Moskau“ innerhalb der RKP, deren Ideologie von Stalin persönlich unterstützt wurde. Zwischen dieser Gruppe und der sogenannten Gefängnisgruppe mit Gheorghe Gheorghiu-Dej, Iosif Chișinevschi und Nicolae Ceaușescu als führenden Mitgliedern entbrannte ein jahrelanger Machtkampf, wobei sich die Gefängnisgruppe schließlich als siegreich erwies und in den Fünfzigerjahren die Macht übernahm. Ein Großteil ihrer Mitglieder war im Zweiten Weltkrieg hauptsächlich im Gefängnis Doftana inhaftiert gewesen. 
In einem Geheimprotokoll vom 23. Mai 1948, dessen Existenz jahrzehntelang unbekannt blieb, unterzeichnete Pauker den Verzicht Rumäniens auf die Schlangeninsel zugunsten der Sowjetunion. Am 11. Juni 1948 sandte sie ein Telegramm an den israelischen Außenminister Mosche Scharet mit einer offiziellen Anerkennung des Staates Israel. Am 15. April 1949 übernahm sie zusätzlich zur Leitung des Außenministeriums das Amt der stellvertretenden Ministerpräsidentin.
Ana Pauker beteiligte sich in hohem Maße an der Umwandlung Rumäniens zu einem sowjetischen Vasallenstaat mit einem distanzierten Verhältnis zum Westen, wobei auch gewalttätige Mittel und Terror auf verschiedenen Ebenen eingesetzt wurden. Sie trägt auch Verantwortung für die Deportation in die Bărăgan-Steppe, die Ermordung von Gegnern des kommunistischen Regimes und die Umerziehungsmaßnahmen des Pitești-Experiments. 
Zudem wurde ein Konkordat mit dem Heiligen Stuhl von 1927, das den Katholiken in Rumänien Kultusfreiheit zusicherte, von rumänischer Seite einseitig aufgehoben. Angaben des Dissidenten William Totok zufolge soll Pauker 1949 die Securitate aufgefordert haben, Scheingründe zu konstruieren, um Geistliche öffentlich bloßzustellen, die eine Kollaboration mit den kommunistischen Behörden verweigerten. Ihr Kompromittierungsplan sah vor, Priester wegen krimineller Handlungen zu verurteilen und ihnen sexuelle Fallen zu stellen. Die politischen Schauprozesse gegen die „Spione des Vatikans“ im September 1951 sollten der Einschüchterung des niederen Klerus und der Gläubigen dienen. Zu Paukers Unterstützern in der Sowjetunion gehörte auch Molotow. Trotzdem widersetzte sie sich der Kollektivierung der Landwirtschaft in Rumänien und war gegen die Einführung des sowjetischen Systems von Kolchosen, wobei sie möglicherweise die Hinrichtung von Chiaburi, der rumänischen Entsprechung für Kulaken, Tito-Anhängern und verschiedener Regimegegner verhinderte.
Ende 1945 hatten Ana Pauker und Teohari Georgescu Kontakte mit der Fraktion von Horia Sima von der Legionärsbewegung Eiserne Garde in die Wege geleitet, wobei die Freilassung von Legionären aus Konzentrationslagern ausgehandelt wurde und die Verfolgung von Legionären, die sich in den Untergrund abgesetzt hatten, sich freiwillig ergaben und ihre Waffen ablieferten, eingestellt werden sollte. Aufgrund dieser Vereinbarung wurden Pauker und Georgescu später als Rechtsabweichler angeklagt und ihrer Funktionen enthoben.

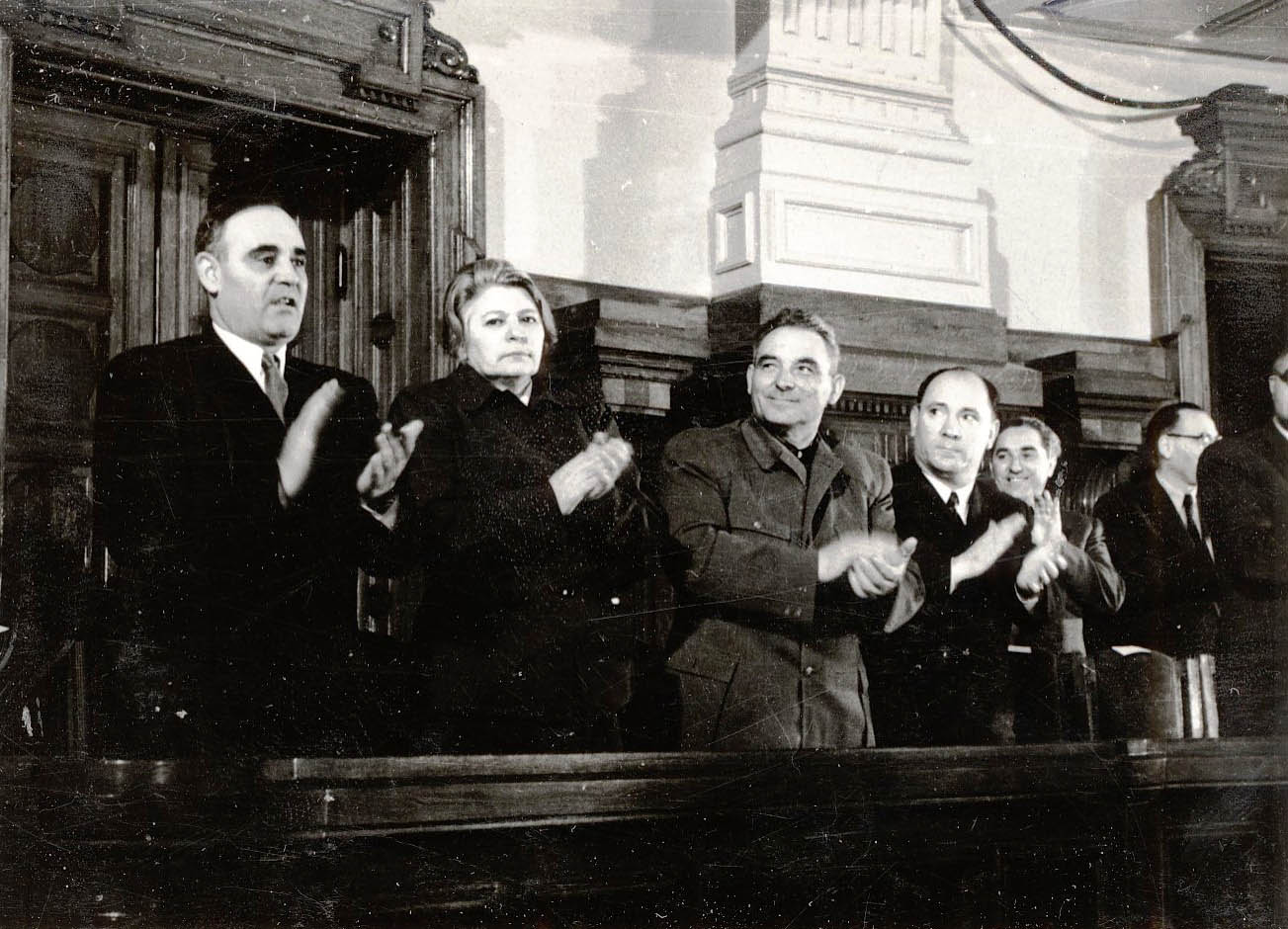
Gheorghe Gheorghiu-Dej (links außen), neben ihm Ana Pauker bei einer Regierungssitzung 1951

### Entmachtung
Ana Pauker erkrankte an Brustkrebs, der 1950 erstmals behandelt wurde. Sie fiel in dieser Zeit in Ungnade und wurde, wohl mit Stalins Einverständnis, von Gheorghiu-Dej auf dem Plenum des ZK der PMR vom 27. Mai 1952 entmachtet. Als hochrangige Parteifunktionärin und Außenministerin wurde sie zusammen mit den übrigen Leitern der „Gruppe Moskau“ aus der Rumänischen Arbeiterpartei (PMR) ausgeschlossen. Die Leitung des Außenministeriums übernahm Simion Bughici. Am 19. Februar 1953 wurde sie verhaftet, nach Stalins Tod wurde sie am 20. April 1953 aus der Haft entlassen und unter Hausarrest gestellt. Ein gegen sie wegen „rechtsabweichlerischer Tätigkeiten“ und „zionistischer Verbindungen“ geplanter Prozess wurde nach einer Intervention Molotows ausgesetzt. Ihr Bruder Solomon Rabinsohn befand sich zu der Zeit wegen „zionistischer Aktivitäten“ in Haft. In den Jahren, als sie an der Spitze der Regierung gestanden hatte, beteiligte sie sich am Prozedere, das über 100.000 rumänischen Juden die Auswanderung nach Israel ermöglichte, sehr wahrscheinlich mit Billigung der Sowjetunion. Nach dem Slánský-Prozess in der Tschechoslowakei und der stalinistischen Desinformationskampagne zur „Ärzteverschwörung“ wurde ihre Verhaftung von einer Kampagne und neuen Verfahren gegen zionistische Aktivitäten in Rumänien begleitet. 
Pauker lebte nach ihrer Freilassung unter ständiger Bewachung. Nachdem sie sich geweigert hatte, die gegen sie vorgebrachten Vorwürfe von Kosmopolitismus und parteifeindlichen Aktivitäten anzuerkennen, wurde sie 1954 aus der Partei ausgeschlossen. In ihren letzten Lebensjahren übersetzte sie Bücher aus dem Deutschen und Französischen ins Rumänische, ohne dass dabei ihr Name publiziert wurde. Sie starb 1960 in Bukarest an Brustkrebs. Bei ihrer Bestattung im Krematorium waren führende rumänische Kommunisten anwesend. Nach dem Machtaufstieg Ceaușescus wurde sie politisch rehabilitiert, 1968 wurde ihre Asche ins Mausoleum im Carol-Park überführt. Nachdem das Mausoleum 1991 abgebrochen worden war, brachte ihre Familie ihre Asche nach Israel. Bei der Erziehung des jungen Ion Iliescu, der nach der Abkehr vom Kommunismus 1990 rumänischer Staatspräsident werden sollte, spielte Pauker eine wichtige Rolle.
Einigen Publizisten und Historikern zufolge (unter anderem Robert Conquest, Victor Frunza, Jaques de Launay und Arkadi Waksberg) soll sie ihren Mann an den NKWD verraten haben. Dies wurde als Vermutung auch von Prinzessin Ileana angedeutet. Anderen Quellen zufolge erfuhr sie über die 1938 erfolgte Hinrichtung von Marcel Pauker als „westlicher Agent“ erst 1959. Den meisten Angaben zufolge befand sie sich zum Zeitpunkt der Verhaftung und Hinrichtung ihres Mannes in rumänischer Haft und reiste erst nach ihrer Freilassung 1941 in die UdSSR aus.

### Auszeichnungen
- 1947: Orden der Krone von Rumänien
- 1949: Orden der Arbeit

## Rezeption
Pauker erhielt vielfältige Bezeichnungen: „Stalin mit Rock“, „Herrscherin Rumäniens“ oder „Pasionaria Balcanilor“, d. h. „La Pasionaria des Balkans“. Das Time Magazine beschrieb sie 1948 als „the most powerful woman alive.“
Sowohl in der rumänischen wie in der westlichen Geschichtsschreibung wurde Ana Pauker noch Jahrzehnte nach ihrem Tod hauptsächlich als machtgierige Stalinistin („rote Zarin“) dargestellt, wobei auch antisemitische Untertöne („Rabbinertochter“) nicht fehlten. Schon 1949 war in einer von judenfeindlichen Klischees geprägten Pressemitteilung kolportiert worden, wie Paukers Vater Zwi Rabinsohn in Israel „zum ersten Mal in seinem 85jährigen Leben von einem Bildreporter geschnappt“ wurde. Über 40 Jahre lang wurde Ana Pauker von der kommunistischen Propaganda in Rumänien als extreme stalinistische Dogmatikerin dargestellt, die zu Beginn des kommunistischen Regimes in Rumänien eine Hauptrolle in der Implementierung sowjetischer Richtlinien gespielt habe. Diese Sichtweise wurde von westlichen Historikern, die lange Zeit keinen Einblick in Archive der Kommunistischen Partei hatten, im Wesentlichen übernommen.
Verzerrt dargestellt wurde beispielsweise auch ihre Rolle bei der Kollektivierung der rumänischen Landwirtschaft. Gheorghe Gheorghiu-Dej, der anlässlich eines Besuchs bei Stalin Paukers Entmachtung in die Wege geleitet hatte, beschuldigte sie anschließend, bei der Kollektivierung „provokative Maßnahmen angestiftet“ und „auf dem freien Willen der Bauern herumgetrampelt“ zu haben, obwohl sich Pauker zu ihrer Zeit als Außenministerin den Kollektivierungsmaßnahmen entgegengestellt hatte.